# Lucas & Steve
Lucas & Steve sont un duo de disc jockeys et producteurs de musique house néerlandais.
Le duo se forme en 2010 à Maastricht de Lucas de Wert et Steven Jansen et rejoint en 2014 le label Spinnin' Records. Il signe alors ses titres sur le sous-label Spinnin' Deep. Des remixes de Felix Jaehn, Lost Frequencies, Showtek ou encore Laurent Wolf sont parmi les titres les plus notables du duo, avec Make It Right, Can't Get Enough et You And I Know.
Le 16 octobre 2020, leur premier album studio Letters to Remember voit le jour.

## Discographie

### Singles
- 2011 : Above
- 2012 : Resistor
- 2014 : Craving
- 2014 : Without You
- 2014 : Blinded (feat. Bethany)
- 2015 : Fearless
- 2015 : You And I Know (vs. Matt & Kendo)
- 2015 : Calinda 2K15 (vs. Laurent Wolf)
- 2015 : Love Is My Game (vs. Dr. Kucho! vs. Gregor Salto)
- 2016 : Make It Right
- 2016 : Can't Get Enough
- 2016 : Summer On You (avec Sam Feldt feat. Wulf)
- 2016 : Enigma (avec Pep & Rash)
- 2016 : Love On My Mind
- 2017 : Calling On You (feat. Jake Reese)
- 2017 : Opgeturnt (avec Kraantje Pappie)
- 2017 : Feel Alive (avec Pep & Rash)
- 2017 : Up Till Dawn (On the Move)
- 2017 : These Heights (avec Bassjackers feat. Caroline Pennell)
- 2017 : Let's Go (avec Mike Williams & Curbi)
- 2017 : Show Me Your Love (avec Firebeatz)
- 2017 : Stardust (avec Madison Mars)
- 2017 : Keep Your Head Up (avec Firebeatz feat. Little Giants)
- 2017 : Higher (avec Ummet Ozcan)
- 2018 : You Don't Have To Like It (avec Janieck)
- 2018 : Source
- 2018 : I Could Be Wrong (avec Brandy)
- 2018 : Anywhere
- 2018 : Home
- 2018 : Do It Right (avec Breathe Carolina & Sunstars)
- 2018 : Where Have You Gone (Anywhere)
- 2018 : Adagio For Strings
- 2019 : Lunar (avec Madison Mars)
- 2019 : Say Something
- 2019 : Don't Give Up On Me (avec Armin van Buuren feat. Josh Cumbee)
- 2019 : Inception (Ultra Live Anthem 2019)
- 2019 : Long Way Home (avec Deepend)
- 2019 : Why Can't You See
- 2019 : Perfect (feat. Haris)
- 2020 : Do It For You (avec W&W)
- 2020 : Letters
- 2020 : The World (avec Sander van Doorn)
- 2020 : Another Life (feat. Alida)
- 2021 : I Want It All
- 2021 : Do You Want Me
- 2021 : No Diggity (avec Blackstreet)
- 2021 : Get Together
- 2021 : Paper Planes (avec Tungevaag)
- 2021 : Oohla Oohla (avec Tiësto)
- 2021 : Alien (avec Galantis & Ilira)
- 2021 : Anywhere With You (avec Afrojack & DubVision)
- 2022 : Set You Free (feat. Laura White)
- 2022 : Give Me Your Love (avec MARF)
- 2022 : Summer.mp3 (avec RetroVision)
- 2022 : Feel My Love (avec DubVision feat. Joe Taylor)
- 2022 : Summer Love (avec RetroVision feat. Erich Lennig)
- 2022 : Every Day (avec CRCLE)
- 2022 : SICK
- 2022 : If It Ain't Love (avec 4 Strings feat. Lagique)
- 2022 : Rage
- 2022 : Lions Roar (feat. Philip Strand)
- 2023 : After Midnight (avec Yves V feat. Xoro)
- 2023 : Warp
- 2023 : Careful What You Wish For (feat. Alida)
- 2023 : Best Of Me (avec Philip Strand)
- 2023 : LFG
- 2023 : BANG!
- 2023 : What We Know (feat. Conor Byrne)
- 2024 : When I Wake Up (avec Skinny Days)
- 2024 : End Of Time (avec LAWRENT, Jordan Shaw)
- 2024 : Emergency
- 2024 : Can't Forget You (avec LUM!X)

### Remixes
- 2011 : Vida - Analyze (Lucas & Steve Remix)
- 2011 : Tom Twice feat. Brain Il Vanneau - Get Down (Lucas & Steve Remix)
- 2011 : Mitch De Klein - Pakot (Lucas & Steve Remix)
- 2011 : Nelito - Swedish Girl (Lucas & Steve Remix)
- 2011 : Baramuda - Ow Yeah (Lucas & Steve Remix)
- 2011 : Sick Individuals - The Funky House Anthem (Lucas & Steve Remix)
- 2011 : Jordan Rivera feat. Spoonface - Keep Holding On (Lucas & Steve Remix)
- 2011 : Anthony El Major & DJ Nil feat. Talya El Mejor - In Your Eyes (You'll See) (Lucas & Steve Remix)
- 2011 : Emrah Is feat. Aimi - I Love Istanbul (Lucas & Steve Remix)
- 2011 : Laera - Joyful Fire (Lucas & Steve Remix)
- 2011 : Haddicts - Mabula (Lucas & Steve Remix)
- 2012 : Baramuda & Deex - Pussy 2012 (Lucas & Steve Remix)
- 2012 : Melvin Reese & Vince Moogin - The Goose (Lucas & Steve Remix)
- 2012 : JD Miller - 143 (Lucas & Steve Remix)
- 2012 : Christian Arenas - Warm Up! (Lucas & Steve Remix)
- 2012 : Josh The Funky 1 - It's The Music (Lucas & Steve Remix)
- 2012 : Baramuda feat. Sean Declase - Feel The Fire (Lucas & Steve Remix)
- 2012 : Blacktron - 32 Km 2012 (Lucas & Steve Remix)
- 2012 : Muzikjunki & Carlos Roll & Toni Maravillas - Alive (Lucas & Steve Remix)
- 2012 : Spix - The New Generation (Lucas & Steve Remix)
- 2012 : 2Dirty feat. Zippora - Music Makes Us One (Lucas & Steve vs. 2 Dirty Remix)
- 2013 : Rob Rolefes & Melvin Reese - Feed Is On (Lucas & Steve Remix)
- 2013 : Daniel Bovie feat. Sandrine - Big Mountain (Lucas & Steve Remix)
- 2013 : Baile Phunk - Greek Night (Lucas & Steve Remix)
- 2013 : Dor Dekel - Addictions (Lucas & Steve Remix)
- 2013 : L.A. & Blush & Chy-Kyria - Get 2 Know Me (Lucas & Steve Remix)
- 2013 : Hagenaar & Albrecht feat. Sarah McLeod - Love Is Hell (Lucas & Steve Remix)
- 2013 : 2Dirty - Our House Music (Lucas & Steve Remix)
- 2014 : Red Carpet - Alright 2014 (Lucas & Steve & Nothing But Funk Remix)
- 2014 : Ruffneck feat. Yavahn - Everybody Be Somebody (Lucas & Steve Remix)
- 2014 : Jonas Vogel - Find My Way Home (Lucas & Steve Remix)
- 2014 : Hardsoul & Rocky Wellstack feat. Chappell - Criticize (Lucas & Steve Remix)
- 2014 : Kadoc - The Night Train (Lucas & Steve Remix)
- 2014 : Ron Reese & Tall Sasha feat. Elle Vee - Indigo Sky (Lucas & Steve Remix / Dub)
- 2014 : Tristan - Moontune (Lucas & Steve Dub Mix)
- 2014 : Sick Individuals - Wasting Moonlight (Lucas & Steve Remix)
- 2015 : Luvbug - Revive (Say Something) (Lucas & Steve Remix)
- 2015 : Rockefeller - Do It 2 Nite (Lucas & Steve Remix)
- 2015 : Kraak & Smaak - Mountain Top (Lucas & Steve Remix)
- 2015 : Showtek feat. MC Ambush - 90s by Nature (Lucas & Steve Remix)
- 2015 : Vice feat. Gary Pine & Shayon Thehitman - Find A Way (Lucas & Steve Remix)
- 2015 : Felix Jaehn feat. Lost Frequencies & Linying - Eagle Eyes (Lucas & Steve Remix)
- 2016 : The Magician - Together (Lucas & Steve Remix)
- 2016 : Supermans Feinde & Noize Generation - Take Me Higher (Lucas & Steve Remix)
- 2017 : Hardwell & KSHMR - Power (Lucas & Steve Remix)
- 2017 : Supermans Feinde & Noize Generation - Take Me Higher (Lucas & Steve Remix)
- 2018 : Robin Schulz feat. Erika Sirola - Speechless (Lucas & Steve Remix)
- 2018 : David Guetta & Bebe Rexha & J Balvin - Say My Name (Lucas & Steve Remix)
- 2019 : Kygo feat. Sandro Cavazza - Happy Now (Lucas & Steve Remix)
- 2019 : Avicii feat. Aloe Blacc - SOS (Lucas & Steve Remix)
- 2019 : David Guetta feat. Anne-Marie - Don't Leave Me Alone (Lucas & Steve Remix)
- 2020 : Armin van Buuren feat. Matluck - Don't Let Me Go (Lucas & Steve Remix)
- 2020 : The Chainsmokers & Kygo - Family (Lucas & Steve Remix)
- 2020 : Bassjackers - All My Life (Lucas & Steve Edit)
- 2020 : Kiesza - Love Me Without Your Lie (Lucas & Steve Remix)
- 2021 : Illenium & Dabin & Lights - Hearts on Fire (Lucas & Steve Remix)
- 2021 : Alesso feat. Liam Payne - Midnight (Lucas & Steve Remix)